# ドヘキサコンタン
| ドヘキサコンタン | ドヘキサコンタン |
| ---------------- | ---------------- |
| CH3(CH2)60CH3    |                  |
| IUPAC名          | ドヘキサコンタン |
| 分子式           | C62H126          |
| 分子量           | 871.6638         |
| CAS登録番号      | 7719-83-7        |
| 沸点             | 627.428 ℃ °C     |

ドヘキサコンタン (Dohexacontane) とは、直鎖状のアルカンの1種。炭素原子が62個、分岐することなく一列に連なっている。分子式はC62H126。分子量は871.6638。なおドヘキサコンタンの沸点は760mmHgにおいて627.428 (℃)で、引火点は623.025 (℃)とまだ逆転していないが、テトラヘキサコンタンではこれが逆転する。（トリヘキサコンタンはデータ見つからず。）